# 卢维涅迪代塞尔
卢维涅迪代塞尔（法語：Louvigné-du-Désert，法語發音：[luviɲe dy dezɛʁ]）是法国伊勒-维莱讷省的一个市镇，位于该省东北部，属于富热尔-维特雷区。

## 地理
卢维涅迪代塞尔（48°28'54"N, 1°7'27"W）面积41.66 平方千米，位于法国布列塔尼大區伊勒-维莱讷省，该省份为法国西北部沿海省份，位于布列塔尼半岛东部，北濒大西洋，西接阿摩尔滨海省和莫尔比昂省，南至大西洋卢瓦尔省，西南端接曼恩-卢瓦尔省，东临马耶讷省，东北与芒什省接壤。
与卢维涅迪代塞尔接壤的市镇（或旧市镇、城区）包括：拉巴祖日迪代塞尔、朗代昂、梅莱、蒙托、帕里涅、维拉梅、朗迪维、莱洛日马尔希、圣布里斯德朗代勒。

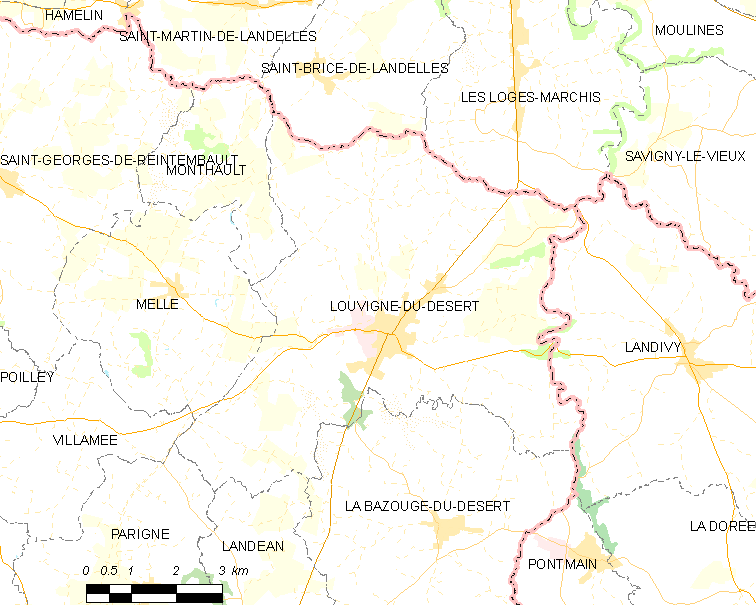
卢维涅迪代塞尔的OSM定位图

卢维涅迪代塞尔的时区为UTC+01:00、UTC+02:00（夏令时）。

## 行政
卢维涅迪代塞尔的邮政编码为35420，INSEE市镇编码为35162。

## 政治
卢维涅迪代塞尔所属的省级选区为富热尔第二县。

## 人口

1962-2008年间卢维涅迪代塞尔人口变化图示

卢维涅迪代塞尔于2022年1月1日时的人口数量为3352人。